# Augustin Boutan
Pour les articles homonymes, voir Boutan.
 (décembre 2018).
Augustin Boutan, né le 4 juin 1820 à Lectoure (Gers) et mort dans cette même ville le 4 mai 1900, est un professeur de physique, proviseur du lycée Saint-Louis à Paris et inspecteur général de l'instruction publique de 1879 à 1893, père de Louis et Auguste Boutan.

## Biographie
Augustin Boutan est le fils de Jean Boutan, docteur en chirurgie, et de Françoise Lafougère. Le couple habitait rue Lafeugère, et le nom de Boutan lui fut ajouté, par décision du conseil municipal en 1903 : rue Lafeugère-Boutan. En 1850, il entre à l'École normale supérieure. Il est agrégé de physique en 1845, professeur en lycée, et titulaire de la première chaire de physique au lycée Saint-Louis de Paris, dont il est ensuite proviseur de 1865 à 1868.
Il est le protégé, le collaborateur et l'ami de Victor Duruy, ministre de l'Instruction publique, qui vient en personne inaugurer le collège de Lectoure en 1866.
De 1879 à 1893, il est inspecteur général de l'instruction publique.
Marié vers 1850 avec Jeanne Doat, le couple a deux fils : Louis Marie Auguste Boutan, biologiste et précurseur de la photographie sous-marine, et Auguste Boutan, qui secondera son frère à ses débuts et mettra au point un scaphandre autonome.
Son portrait par Pierre Tossyn figure dans la salle des Illustres de Lectoure, le seul civil parmi dix officiers supérieurs.

## Distinctions
- Officier de la Légion d'honneur (11 janvier 1876)[2]
- Officier d'académie

## Publications
Avec Joseph Charles d'Almeida :
- Cours élémentaire de physique, Paris, Dunod, nombreuses rééditions entre 1862 et 1884